# Yassine Aouich
Yassine Aouich (arabisch ياسين عويش, DMG Yāsīn ʿAwīš, * 17. November 1990 in Ifrane) ist ein marokkanischer Skirennläufer sowie Weltmeisterschafts- und Olympiateilnehmer, der im Riesenslalom und im Slalom antritt.

## Biografie
Aouich wurde in Marokko geboren und wohnt zurzeit im französischen Nizza. Für seine Rennen trainiert er von Zeit zu Zeit in seiner Heimat.
Das Skifahren brachte er sich selbst im Skigebiet Michlifen bei und wurde als Teenager Skilehrer.

## Karriere
Am 12. Februar 2011 startete Aouich erstmals bei einem FIS-Rennen, dem Riesenslalom im spanischen Baqueira-Beret. Dort belegte er mit 47,37 Sekunden Rückstand auf den Spanier Antoni Portas den 98. und letzten Platz. Seine beste Saisonplatzierung war der 50. Platz im Riesenslalom in der Sierra Nevada, wo er 42,17 Sekunden Rückstand auf den Spanier Paul de la Cuesta hatte und fünf Läufer hinter sich ließ. Bei den nationalen Meisterschaften im April 2011, die in der Sierra Nevada ausgetragen wurden, wurde er im ersten Slalomdurchgang disqualifiziert. Im Riesenslalom belegte er den 71. Platz.
In der Qualifikation zum Riesenslalom bei den Weltmeisterschaften 2019 im schwedischen Åre kam er mit 31,76 Sekunden Rückstand auf den Schweden Axel Lindqvist ins Ziel und belegte insgesamt den 114. Platz, dabei ließ er sieben Läufer hinter sich. In der Qualifikation zum Slalom schied er im ersten Rennen aus.
Bei den Weltmeisterschaften 2021, die im italienischen Cortina d’Ampezzo ausgetragen wurde, kam Aouich in der Qualifikation zum Riesenslalom mit 48,14 Sekunden Rückstand auf den Kanadier James Crawford auf den 76. Platz und wurde damit Drittletzter. Im Hauptrennen schied Aouich aus. In der Qualifikation zum Slalom war Aouich mit 52,82 Sekunden Rückstand auf den Japaner Seigo Katō auf dem 45. und letzten Platz. Auch hier schied Aouich im Hauptrennen aus.
Bei den Olympischen Winterspielen 2022 in Peking startete er als einziger marokkanischer Teilnehmer im Riesenslalom, kam jedoch nicht ins Ziel.

## Ergebnisse
| - DSQ = disqualifiziert (engl. Disqualified) - DNF = im Wettkampf ausgeschieden (engl. Did Not Finish) |

### Olympische Winterspiele
- Peking 2022: DNF1 Riesenslalom

### Weltmeisterschaften
- Åre 2019: 114. Riesenslalom, DNF1 Slalom
- Cortina d’Ampezzo 2021: DNF1 Riesenslalom, DNF1 Slalom
- Courchevel 2023: 54. Riesenslalom

### Nationale Meisterschaften
- Sierra Nevada 2011: 71. im Riesenslalom, DSQ1 im Slalom
- Isola 2000 2016: 37. im Riesenslalom
- Erzurum/Palandöken 2016: 28. im Riesenslalom, DNF2 im Slalom
- Tiffendell 2017: DNF1 im Slalom
- Isola 2000 2018: DNF2 im Riesenslalom
- Kolašin 2021: 24. im Riesenslalom, 25. im Riesenslalom
- Malbun 2022: 7. im Riesenslalom, DNF2 im Riesenslalom

### Nationale Jugendmeisterschaften
- Tiffendell 2017: DNF1 im Slalom
- Kolašin 2021: DNF1 im Riesenslalom, 25. im Riesenslalom
- Malbun 2022: 6. im Riesenslalom, 8. im Riesenslalom